# Lamut
Lamut je priimek več znanih Slovencev:

## Znani nosilci priimka
- Aleksandra Lamut, pevka
- Andraž Lamut (*1987), telovadec
- Anton Lamut (1882—?), šolnik
- Brane Lamut, arholog, kustos
- Franc Lamut (1929—2000), pravnik, gospodarstvenik, politik
- Ivan Lamut (1879—1937), pravnik, poštni uradnik
- Jakob Lamut (*1940), metalurg
- Luka Lamut, pevec/glasbenik (HM)
- Mara Lamut (1884—1970), pesnica in pisateljica
- Mihael Lamut, duhovnik pri Novi Štifti, ok. 1700 obdolžen sodelovanja s čarovnicami
- Mitja Lamut, odvetnik, publicist, društveni delavec, zbiralec?
- Sašo Lamut, glasbeni pedagog, kitarist
- Sonja Lamut, slikarka
- Tilen Lamut, športni komentator
- Vladimir Lamut (1915—1962), slikar in grafik